# Liegenschaft
Liegenschaft bezeichnet ein oder mehrere Grundstücke oder Gebäude, die meist eine funktionale Einheit bilden, in gewisser Weise zusammenhängen und von ihrer Umgebung abgegrenzt sind, unabhängig von ihrer Flächenausdehnung und der Überschreitung von Grenzen. In Deutschland wird der Begriff insbesondere im amtlichen Sprachgebrauch verwendet. Ein vergleichbarer Begriff ist Immobilie. Die ganzheitliche Betreuung von Liegenschaften, sowohl der Gebäude als auch der Außenanlagen, wird Liegenschaftsmanagement genannt.

## Dienstliegenschaften
Nach dem Gesetz über die Bundesanstalt für Immobilienaufgaben (BImAG) sind „Dienstliegenschaften“ legaldefiniert als Liegenschaften, die von Dienststellen der Bundesverwaltung zur Erfüllung ihrer Aufgaben genutzt werden (§ 1 Abs. 1 S. 3 BImAG). Dazu zählen auch militärische Liegenschaften der Bundeswehr, auch wenn die Streitkräfte nach klassischem Verständnis kein Teil der Verwaltung sind.

### Militärische Liegenschaft

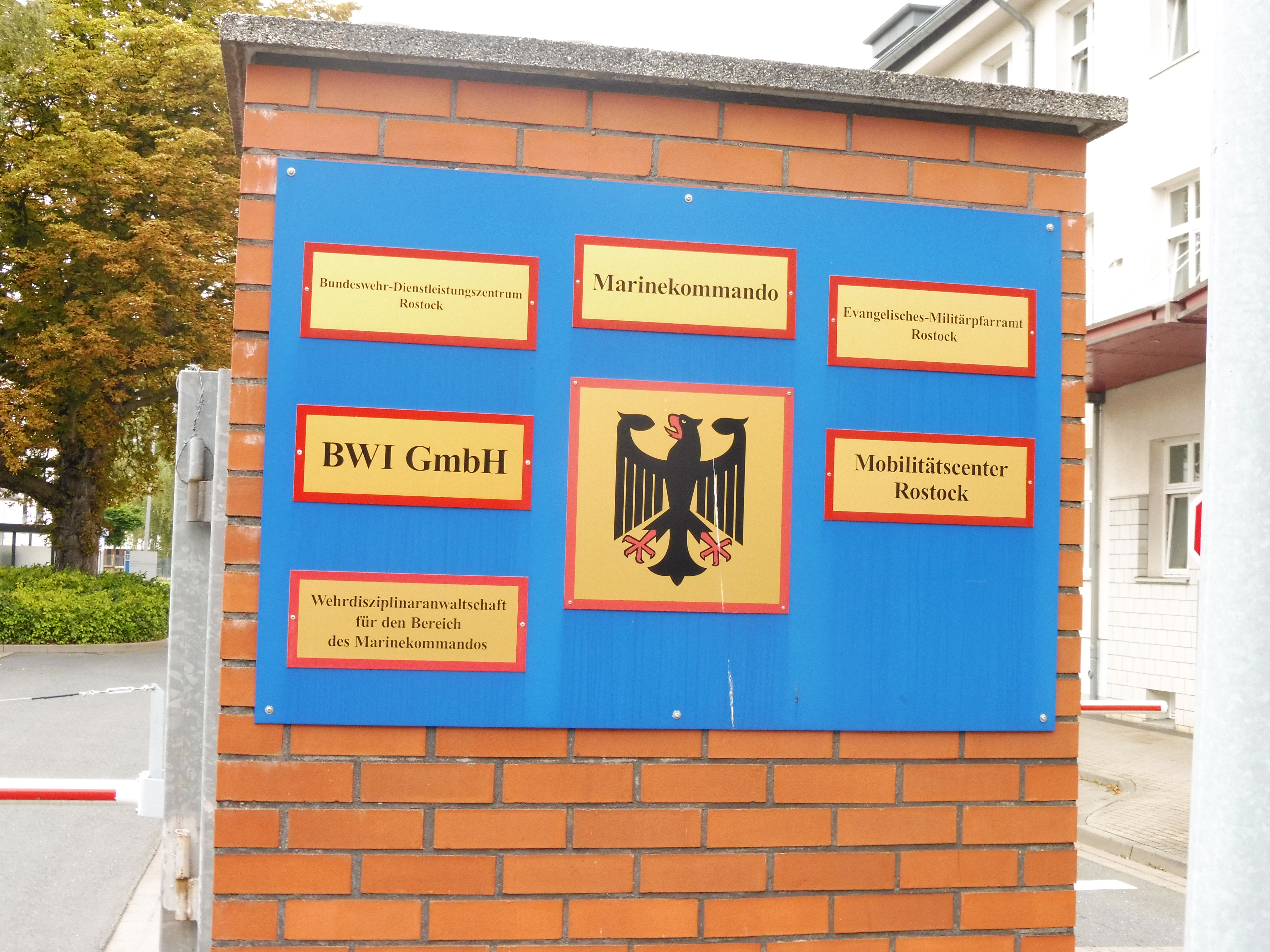
Hanse-Kaserne in Rostock

In der Bundeswehr sind Liegenschaften abgegrenzte militärische Anlagen, z. B. Kasernen, Standortschießanlagen, Standortübungsplätze, Truppenübungsplätze, Militärflugplätze, Marinestützpunkte, Depots und Arsenale. Eine Gemeinde mit einer oder mehreren Liegenschaften, in der mehr als ein aktiver Truppenteil stationiert ist, ist ein Standort (Bundeswehr).

### Liegenschaft im Reisekostenrecht
Alle Stellen innerhalb einer abgegrenzten zusammenhängenden Liegenschaft im reisekostenrechtlichen Sinne gehören zur Dienststätte (§ 2 Bundesreisekostengesetz), unabhängig von Flächenausdehnung und Überschreitung von Gemeindegrenzen.